# Metachroma carolinense
Metachroma carolinense es una especie de escarabajo de la hoja perteneciente al género Metachroma, categorizada en la tribu Typophorini, de la subfamilia Eumolpinae. Fue descrita por Doris Holmes Blake en 1970.

## Descripción
Mide aproximadamente 4,5 mm de longitud.

## Distribución
Se distribuye por América del Norte: en los Estados Unidos. Esta especie fue reportada en el estado de Kentucky por primera vez a comienzos de la década de 2010.